# Rotatorenmanschettenruptur

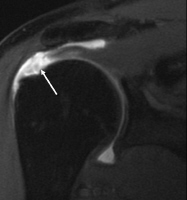
MRT einer kompletten Ruptur
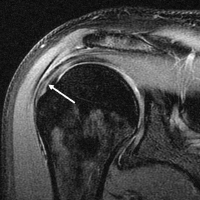
Normale Rotatorenmanschette

Als Rotatorenmanschettenruptur wird die Ruptur (Riss) eines oder mehrerer Muskeln oder Sehnen der Rotatorenmanschette, einer Muskelgruppe im Schulterbereich, bezeichnet. Die Läsion (Schädigung) kann traumatische (unfallbedingte) oder degenerative (verschleißbedingte) Ursachen haben. Je nach ihrer Ausdehnung führt die Rotatorenmanschettenruptur zu einer mehr oder weniger ausgeprägten Funktionsstörung bis hin zum Funktionsverlust des betroffenen Schultergelenks.

## Anatomie des Schultergelenks
Das Schultergelenk des Menschen ist das einzige hauptsächlich muskelstabilisierte Gelenk, da die Bänder des Schultergelenks nur von geringer Bedeutung für dessen Stabilität sind. Das obere Ende des Oberarmknochens, der Oberarmkopf, besteht aus einer nahezu exakten 3/4-Kugel. Diese Kugel wird durch insgesamt vier Muskeln in der Gelenkpfanne der Schulter gehalten, die durch den Gelenkteil des Schulterblattes und den außenliegenden Teil des Schlüsselbeins gebildet wird, und gleichzeitig in seiner Beweglichkeit geführt. Diese vier Muskeln und deren Sehnen werden Rotatorenmanschette genannt; es handelt sich um den Musculus supraspinatus, Musculus subscapularis, Musculus infraspinatus und Musculus teres minor. Wichtig für die Stabilisierung des Schultergelenkes ist daneben noch die Pfannenlippe (Labrum glenoidale) der Gelenkpfanne.
Als funktionelles Kugelgelenk verfügt das Schultergelenk über alle drei Bewegungsmöglichkeiten (Freiheitsgrade). Diese sind die Elevation/Retroversion (Hebung/Rückwärtsbewegung), Abduktion/Adduktion (Abspreizen/Anwinkeln) und die Rotation (Drehung). Eine direkte knöcherne Verbindung zum Rumpfskelett besteht nicht: Bindeglieder zum Rumpf bilden das Schulterblatt und das Schlüsselbein, bis auf das Sternoklavikulargelenk bestehen die Verbindungen dieser Knochen zum Rumpfskelett nur aus Muskeln und bindegewebigen Bandstrukturen.

## Krankheitsmechanismus
Bei der Ätiologie der Rotatorenmanschettenruptur werden „extrinsische“ (von außen einwirkende) und „intrinsische“ (aus strukturellen Veränderungen resultierende) Faktoren ihrer Entstehung unterschieden. Während die akuten Rupturen im jüngeren Lebensalter (unter 40 Jahre) in aller Regel auf Unfallverletzungen, also rein extrinsischen Faktoren beruhen, sind die Rupturen mit fortschreitendem Lebensalter zunehmend auf ein „multifaktorielles“ Geschehen zurückzuführen: An der Entstehung sind sowohl degenerative als auch traumatische Prozesse beteiligt. Einen Sonderfall stellen Antibiotika aus der Gruppe der Fluorchinolone dar, die aufgrund ihrer tendotoxischen Eigenschaften degenerative Schädigungen der Rotatorenmanschette verursachen können. In diesem Zusammenhang wurde primär über Rupturen und Tendopathien der Supraspinatussehne berichtet, seltener ist die Subscapularissehne betroffen. Die Food and Drug Administration (FDA) machte bereits im Jahr 1995 auf erste Fälle von Fluorchinolon-induzierten Rotatorenmanschettenrupturen aufmerksam.

### Akute Ruptur
Bei einem Sturz auf den nach hinten gestreckten Arm oder Einwirkung hebelnder Gewalt auf den fixierten Oberarm kann es zur Schulterluxation (Ausrenkung des Oberarmkopfes aus dem Schultergelenk) kommen. Diese Ausrenkung geht nicht zwangsläufig mit einer Zerstörung oder einem Riss der stabilisierenden Strukturen einher. Insbesondere die zur Rotatorenmanschette gehörenden Muskeln können aufgrund ihrer Elastizität die Überdehnung oft ohne Schaden überstehen. Eine sachgerecht durchgeführte Einrenkung des Schultergelenkes kann so eine ungestörte Heilung ermöglichen. Allerdings führt die Ausrenkung der Schulter oft zu weiteren Verletzungen: Im Zuge der Luxation können die vordere untere Gelenkkapsel und deren Bänder eingerissen sein, die Pfannenlippe im unteren Bereich abreißen (Bankart-Läsion), selten auch der Pfannenrand dort abbrechen (knöcherne Bankart-Läsion) und/oder eine Druckschädigung des Gelenkkopfes (Hill-Sachs-Läsion) auftreten. Bei entsprechender Schwere des Traumas können ebenso Muskeln der Rotatorenmanschette bzw. deren Sehnen ein- oder abreißen. Je nach betroffenem Muskel sind dann bestimmte Bewegungen im Schultergelenk nicht oder nur eingeschränkt ausführbar. Eine komplette Rotatorenmanschettenruptur ist bei jüngeren Patienten in etwa einem Viertel der Fälle Folge einer traumatischen Erstluxation.
Auch SLAP-Läsionen, also Verletzungen der Pfannenlippe am oberen Rand der Gelenkpfanne, treten häufig in Kombination mit einer Rotatorenmanschettenruptur auf und können zu einer Instabilität des Schultergelenkes führen. Eine solche SLAP-Läsion kann durch einen plötzlichen und unerwarteten Zug oder Druck auf die bereits vorgespannte lange Bizepssehne (Anheben schwerer Gegenstände, starker Wind beim Windsurfen, entsprechender Sturz auf den Arm) hervorgerufen werden.
Im Vergleich zu den weitaus häufigeren Rotatorenmanschettenrupturen, die aufgrund chronischer Schäden des Schultergelenkes entstehen, haben die akut-traumatischen Rupturen von der Anzahl her jedoch nur eine untergeordnete Bedeutung.
Als traumatische Rotatorenmanschettenrupturen werden nur solche Rupturen bezeichnet, denen ein adäquater Unfallmechanismus zugrunde liegt. Ein solcher liegt vor bei:
- passiv forcierter Außen- oder Innenrotation bei anliegendem oder abgespreiztem Arm
- passiver Traktion nach kaudal, ventral oder medial
- axialer Stauchung nach kranioventral oder ventromedial[9]

### Degenerative Ruptur

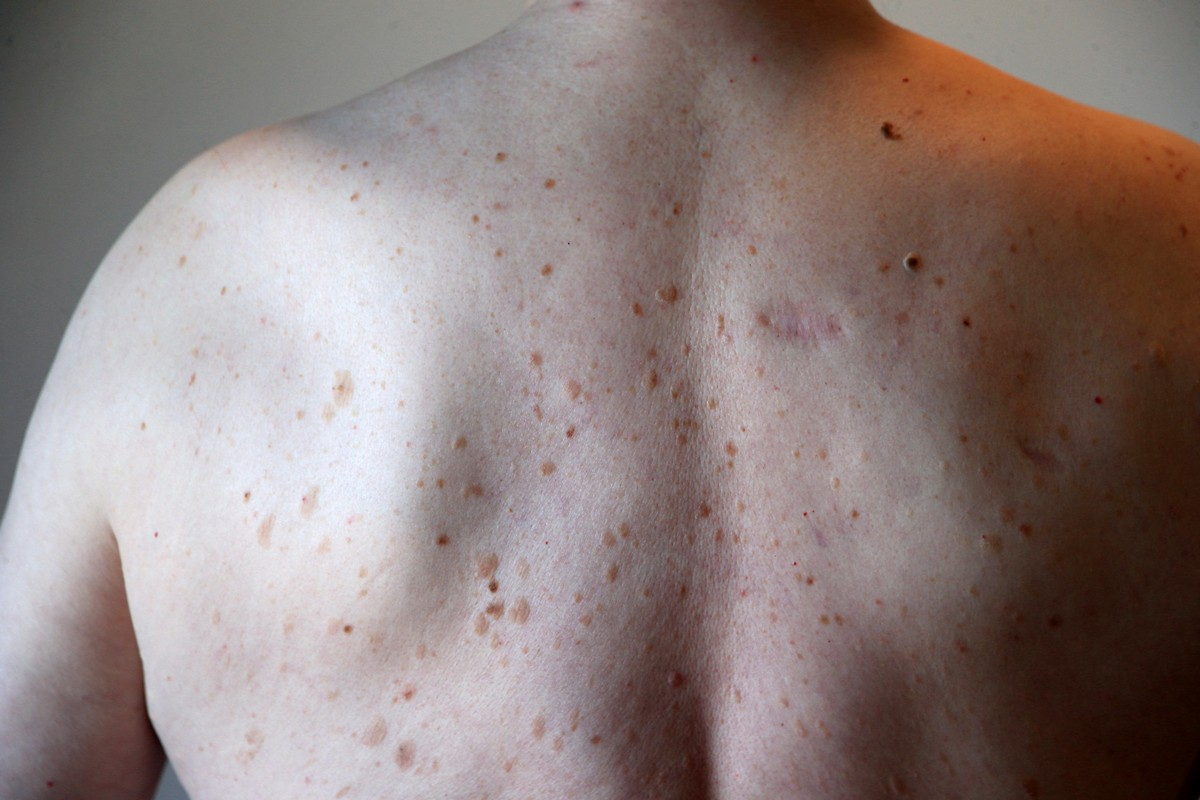
Infraspinatusatrophie bei degenerativer Ruptur

Nach Verletzungen des Schultergelenkes oder gegebenenfalls nur aufgrund fortschreitenden Alters kann es zu Verlusten der Knorpelsubstanz und zu Festigkeitsverlusten von Sehnenansätzen der Rotatoren kommen. Oft zeigt sich dies durch Verkalkungen der Subscapularis-Sehne, die im Röntgenbild durch kalkdichte Verschattungen erkennbar sind. Der M. supraspinatus, der am häufigsten – auch isoliert – an der Rotatorenmanschettenruptur beteiligt ist, kann dabei regelrecht „zerrieben“ werden. In einem solchen Fall findet man im Röntgenbild eine verringerte Distanz zwischen dem Schultereckgelenk und dem Oberarmknochenkopf als Hinweis auf ein Impingement-Syndrom. Auch andere Muskeln und vor allem Sehnen können in diesen degenerativen Prozess einbezogen sein. Insbesondere kann dies die lange Bizepssehne betreffen, die in den Gelenkspalt eingeklemmt und „aufgerieben“ wird (Pulley-Läsion).
Sind die Strukturen der Rotatorenmanschette durch diese Alterungs- und Verschleißprozesse geschädigt, können auch „inadäquate“ Traumata (also Verletzungen, deren Intensität beim gesunden, jungen Menschen keinen wesentlichen Schaden verursachen könnte) zu einer Ruptur der Rotatorenmanschette führen. Im Extremfall kommt es dann zu breiten Rissen des M. supraspinatus, M. infraspinatus und M. subscapularis. Der M. teres minor ist nur selten an der Ruptur beteiligt.
Inadäquate Traumata sind
- Stauchung nach kraniodorsal oder medial
- direktes Anpralltrauma
- aktive Kraftanstrengungen[9]

## Häufigkeit
Zur Häufigkeit von Rotatorenmanschettenrupturen in der Bevölkerung („Prävalenz“) existieren eine große Zahl von Studien mit teilweise erheblich abweichenden Ergebnissen. Auf der Basis von Autopsien erstellte Statistiken nennen Zahlen von 5 bis 39 Prozent. Genau so unterschiedlich sind die Angaben zur Häufigkeit der Rotatorenmanschettenruptur in Bezug auf das Lebensalter, wobei in den meisten Studien eine Zunahme der Erkrankung mit steigendem Lebensalter festgestellt wird; es gibt jedoch keine gesicherte Korrelation zwischen diesen Befunden und der klinischen Symptomatik. Allerdings wird die bis vor wenigen Jahrzehnten weit verbreitete Ansicht, dass es sich bei der Rotatorenmanschettenruptur um eine schicksalhafte Alterserkrankung handelt, deren operative Behandlung nicht erforderlich sei, von zahlreichen Arbeiten widerlegt.

## Diagnostik

### Körperliche Untersuchung
Akute Unfallverletzungen, ob mit einer Luxation einhergehend oder nicht, haben in der Regel neben Schmerzen unterschiedlicher Intensität Weichteilschwellungen und Einschränkungen der Beweglichkeit zur Folge: auch passiv lässt sich das Bewegungsspektrum der Schulter nicht mehr schmerzfrei abrufen (Painful arc). Ist die Rotatorenmanschette gerissen, kann insbesondere die Abduktion (seitliche Hebung des Armes), darüber hinaus meist die Elevation (Hebung des Armes nach vorne) nicht mehr – oder nicht mehr schmerzfrei – durchgeführt werden.
Für degenerative Rupturen charakteristisch ist vor allem die Schmerzsymptomatik verbunden mit Kraftverlust, insbesondere bei stärkerer Belastung und Überkopfarbeiten. Später können Dauerschmerzen auftreten, die überwiegend nachts oft als unerträglich empfunden werden, das Liegen auf der betroffenen Seite ist dann nicht mehr möglich. Außerdem treten bei bestimmten Bewegungen, beispielsweise der seitlichen Abspreizung des Oberarms, plötzlich einschießende stechende Schmerzen auf, die eine Fortsetzung der Bewegung unmöglich machen. Mit Abnahme der Muskelmasse und der Muskelkraft kommt es zu einer zunehmenden Einsteifung im Schultergelenk bis hin zum klinischen Bild der Frozen Shoulder.
Die klinischen Untersuchungen vermitteln allerdings nur einen groben Überblick über den vorliegenden Schaden. Die geschilderten Befunde geben jedoch Anlass zu weiterführender Diagnostik.

### Differentialdiagnosen
Schulterschmerzen können Erscheinungen verschiedener anderer Erkrankungen sein: tritt eine Schmerzausstrahlung bis in die Finger mit Gefühlsstörungen im Bereich der Hand auf, dann ist die Ursache eventuell in Verschleißschäden der Halswirbelsäule zu suchen. Typische Nachtschmerzen treten auch beim Karpaltunnelsyndrom auf, hier strahlen die Schmerzen gelegentlich von der Hand bis in die Schulter der betroffenen Seite auf. Auch entzündliche Nervenerkrankungen wie die akute Neuritis des Plexus brachialis können zu bewegungsabhängigen Nacken-Schulter-Armschmerzen führen.

### Röntgen

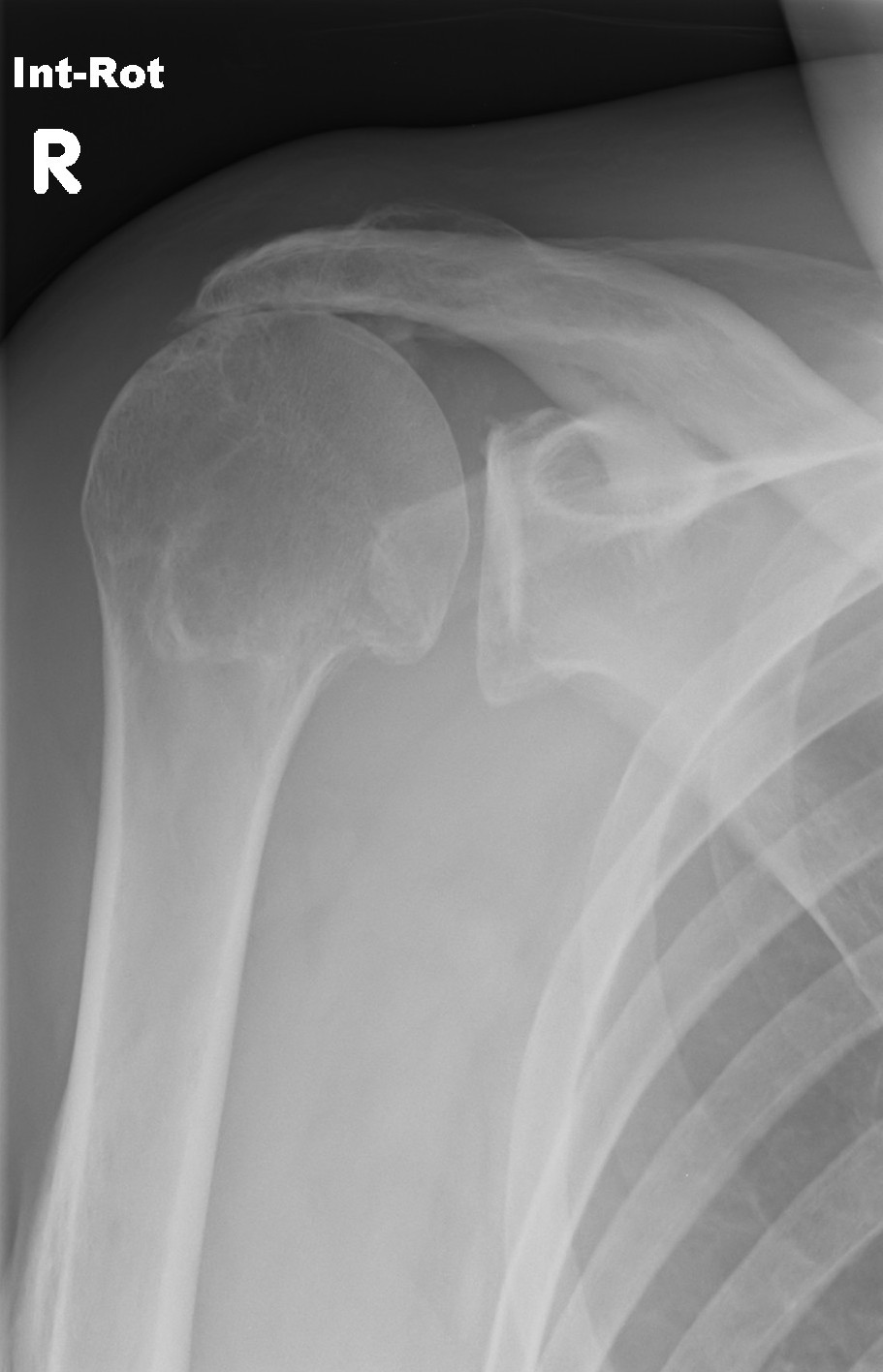
Röntgen-Bild einer kompletten Ruptur der Supraspinatus-, Infraspinatus- und Subscapularis-Sehne: Der Humeruskopf ist angehoben und erreicht das Acromion.

Nur selten kann man im einfachen Röntgenbild die verheerende Schädigung der Rotatorenmanschette so eindeutig erkennen (siehe Bild). Das hier gezeigte Impingement spricht für eine weitgehend vollständige Degeneration der Rotatorenmanschette, die Bursa subacromialis ist vollständig zerstört. Die Gelenkkonturen des Oberarmkopfes, aber auch die Röntgenstruktur der Gelenkpfanne zeigen bereits Merkmale einer fortschreitenden Arthrose.

### Sonographie

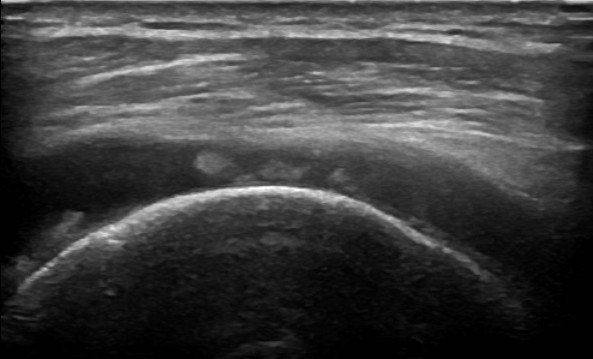
Ultraschall-Bild einer kompletten Ruptur der Supraspinus-, Infraspinatus- und Subscapularis-Sehne über die gesamte Weite: Die Sehnen sind zurückgezogen und deswegen nicht sichtbar. Stattdessen wird der Raum von einem zum Teil organisierten Erguss gefüllt.

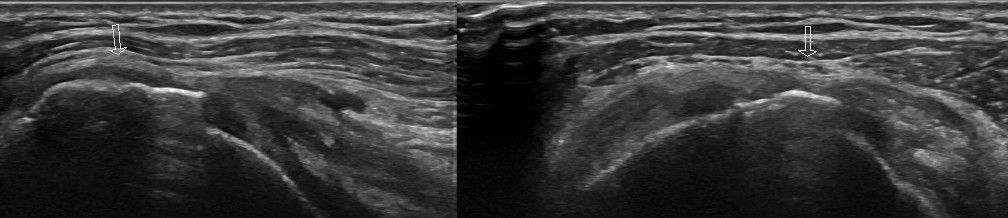
Die Abflachung der Supraspinatussehne oberhalb der unregelmäßigen Oberfläche des Oberarmknochens weist auf eine komplette Ruptur hin, allerdings hier nicht über die gesamte Weite, weswegen Sehnenfäden weiterhin sichtbar sind.

Die Sonographie gilt als Methode zur Erstuntersuchung, da es sich um eine kostengünstige und weithin verfügbare Technik handelt.
Eine Metaanalyse ergab für die Detektion (Nachweis) partieller Risse eine Sensitivität (Trefferquote) von 67 % und eine Spezifität von 94 %; für komplette Risse bestand eine Sensitivität von 92 % und eine Spezifität von ebenfalls 94 %.
Ultraschall kann sowohl den Riss direkt als echoarme Region oder Fehlen von Sehnenfasern darstellen als auch indirekte Zeichen abbilden, die auf einen Sehnenriss hinweisen: Zu Letzteren gehören eine Abflachung der Sehne, unregelmäßige Oberfläche der Knochenvorsprünge (Tuberculi) am Oberarmknochen und eine echogene Linie entlang des Knorpels (cartilage interface sign). Auch ein Erguss im Schultergelenk, im Schleimbeutel Bursa subacromialis-subdeltoidea unterhalb des Grätenecks am Schulterblatt und des Deltamuskels sowie in der Sehnenscheide des Bizeps legen den Verdacht einer Rotatorenmanschettenruptur nahe.

### Magnetresonanzarthrographie
Die Magnetresonanztomographie, gegebenenfalls mit intraartikulärer (direkt in das Gelenk verabreichter) Kontrastmittelgabe („MR-Arthrographie“), zeigt sehr genau zerstörte Strukturen auf und gehört mittlerweile zu den Standarduntersuchungen bei Schultergelenksläsionen.

### Klassifikation und Einteilung
Zur Erleichterung der Planung eines möglichen operativen Vorgehens, aber auch für wissenschaftliche Untersuchungen wurden verschiedene Klassifikationssysteme vorgeschlagen. Unter anderen gebräuchlich ist zur Einteilung der vollständigen Rupturen die bereits 1920 veröffentlichte Klassifikation nach Bateman, die die Ruptur nach der Defektbreite in Zentimetern in vier verschiedene Grade einordnet. Nach Ellman werden unvollständige Rupturen („Partialrupturen“) nach der relativen Größe des Risses bezogen auf den gesamten Sehnendurchmesser klassifiziert. Eine systematische, vergleichende Übersicht über die verschiedenen Klassifikationssysteme wurde von C. H. Krieter 2008 im Rahmen einer Dissertation veröffentlicht.

## Behandlung
Grundsätzlich stehen zur Behandlung einer Rotatorenmanschettenruptur mehrere Optionen zur Verfügung:

Die seltene rein traumatische Ruptur der Rotatorenmanschette wird üblicherweise so bald wie möglich operativ durch primäre Sehnennaht behandelt. Aber auch ältere traumatische oder degenerative Rupturen können mithilfe moderner Operationstechniken therapiert werden. Ausschlaggebend für die Indikationsstellung zu einem operativen Eingriff sind das Lebensalter, das Funktionsdefizit und der subjektive Leidensdruck des betroffenen Patienten.

### Chirurgische Behandlung

#### Arthroskopie
Die Arthroskopie des Schultergelenkes steht in der Regel am operativen Behandlungsbeginn der Rotatorenmanschettenruptur. Trotz der allgemein zuverlässigen Diagnosestellung mit Hilfe der oben genannten bildgebenden Verfahren lassen sich arthroskopisch oft weitergehende Befunde erheben. Dies betrifft zum einen den Umfang der Läsion, zum anderen die Beurteilung der über die Rotatorenmanschettenruptur hinausgehenden oder auch unabhängig von ihr vorliegenden Gelenkschäden (Omarthrose, Bankart-Läsion, Hill-Sachs-Läsion, Pulley-Läsion, Ruptur der langen Bizepssehne, subakromiales Impingement etc.). Diese Begleitschäden können teilweise durch arthroskopisches Vorgehen effektiver behandelt werden als mittels offener Operation. In Frage kommen hier die arthroskopische Stabilisierung einer Bankart-Läsion, das Abtragen des Stumpfes einer Ruptur der langen Bizepssehne, die Glättung von Knorpelaufbrüchen und die Dekompression der Bursa subacromialis.
Die arthroskopische Befunderhebung dient zudem der Indikationsabsicherung für eine Rekonstruktion der Rotatorenmanschette. Beispielsweise lässt eine hochgradige Arthrose des Schultergelenks mit weitgehendem Verlust der Knorpelsubstanz an Gelenkkopf und -pfanne eine aufwändige Wiederherstellung der Rotatorenmanschette als sinnlos erscheinen. In solchen Fällen ist eine Funktionsverbesserung durch eine chirurgische Intervention nicht zu erwarten.
Der Defekt der Rotatorenmanschette wird durch die Arthroskopie unmittelbar sichtbar. Fortschritte in der arthroskopischen Operationstechnik machen die arthroskopische beziehungsweise arthroskopisch assistierte Rekonstruktion auch älterer und/oder ausgedehnter Rupturen möglich. Hierzu wurden verschiedene Verfahren und Instrumentarien entwickelt. So können sogenannte „Nahtanker“ aus Metall oder resorbierbarem Kunststoffmaterial in den Ansatzbereich der Sehnen am Oberarmkopf eingebracht werden, an denen die Muskel-/Sehnenstümpfe unter arthroskopischer Sicht fixiert werden können. Der Operationserfolg ist hier wie auch bei den offen-chirurgischen transossären Nahtverfahren (siehe unten) in erster Linie davon abhängig, wie weit die Stümpfe bereits retrahiert und fettig-degenerativ verändert sind. Außerdem ist die persönliche Erfahrung und technische Fertigkeit des Operateurs und nicht zuletzt die apparative Ausstattung ausschlaggebend für die erfolgreiche arthroskopische Rekonstruktion.

#### Direkte Naht

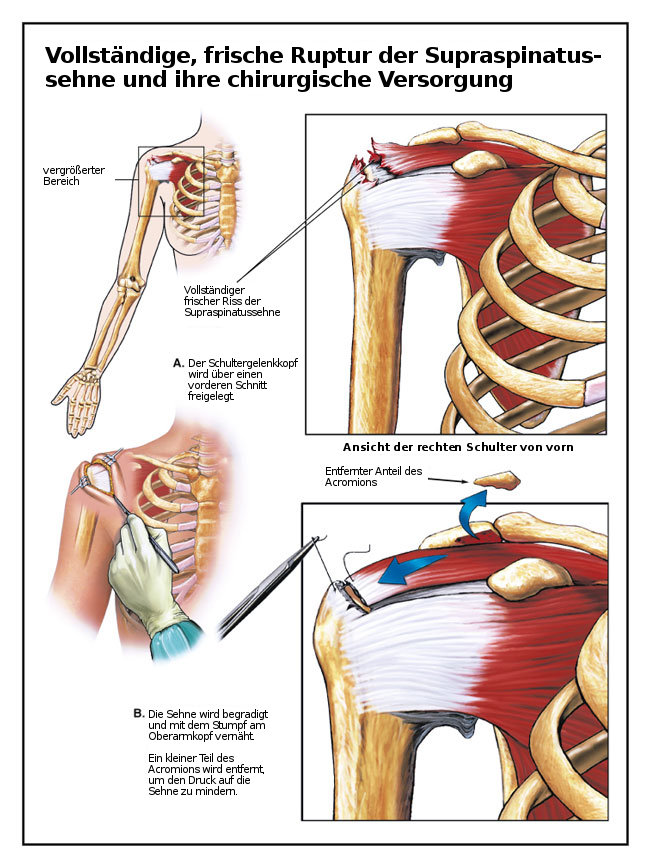
Frische Ruptur der Supraspinatussehne und ihre chirurgische Versorgung durch direkte Naht

Der Riss der Rotatorenmanschette liegt meist im Übergangsbereich zwischen Muskel und Sehne. Die naturgegebene Grundspannung der Muskeln und ihrer Sehnen führt dazu, dass direkte Nähte im Muskelbereich auch bei effektiver Ruhigstellung des Gelenkes ausreißen können. Bei älteren Rupturen ist der betroffene Muskel meist „geschrumpft“, also verkürzt, wodurch eine direkte Naht immer unter deutlicher Spannung steht. Dies führt regelmäßig zu einer „Insuffizienz“ (Schwächung) solcher Nähte; sie schneiden sich durch das Gewebe und werden wirkungslos, bevor eine solide Narbenbildung im Rissbereich die Rotatorenmanschette stabilisieren kann. Daher bietet sich die Durchführung einer einfachen, direkten Sehnen-/Muskelnaht nur für frische, in der Regel traumatische Rupturen an: hier kann der Riss spannungsarm adaptiert und – solange er noch nicht retrahiert und degeneriert ist – recht rasch durch tragfähiges Narbengewebe überbrückt werden.

#### Offen-chirurgische Rekonstruktion
Zur Rekonstruktion älterer Rupturen kommen, sofern eine arthroskopische Versorgung aus oben genannten Gründen nicht möglich oder sinnvoll erscheint, Verfahren zur Anwendung, die die betroffenen Sehnen-/Muskelstümpfe mittels offen-chirurgischer Operationstechnik im Knochen des Oberarmkopfes, genauer im Bereich des Tuberculum majus, fixieren. Diese Technik wird als „transossäre“ („durch den Knochen führende“ – lateinisch trans ‚hinüber, hindurch‘, os ‚der Knochen‘) Nahttechnik bezeichnet. Hierzu werden in den Oberarmkopf mehrere – meist zwei bis drei – spezielle Metallschrauben eingebracht, an denen die Sehnenstümpfe über weitere kleine Knochenbohrungen mittels kräftiger Nähte verankert werden. Der Kontakt der Sehnenstümpfe mit dem hierfür zusätzlich „aufgerauten“ Knochen führt zur Bildung einer wesentlich tragfähigeren Narbe, als sie bei der direkten Naht erzielt werden kann.
Dieses Verfahren wird eingesetzt, wenn bei länger bestehenden Rissen die Muskeln bereits geschrumpft sind und die Stümpfe aus wenig tragfähigem, nicht mehr regenerationsfähigem Narbengewebe bestehen, oder bei Rupturen von Muskeln und Sehnen, die schon vor der Verletzung „verschlissen“ waren.
Bei sehr ausgedehnten, kombinierten Defekten der Supra- und Infraspinatussehne bei jüngeren, körperlich aktiven Patienten kommen darüber hinaus aufwändige plastisch-chirurgische Rekonstruktionsverfahren im Sinne einer „Muskel-Transfer-Operation“ (Verlagerung des Musculus latissimus dorsi) zum Einsatz. Bei einer irreparablen Ruptur des Musculus subscapularis mit immer wieder auftretender Ausrenkung der Schulter nach vorne kann durch einen Transfer der Pectoralissehne eine Verbesserung erzielt werden.

#### Nachbehandlung
Ziel der Nachbehandlung ist die Wiederherstellung der Kontinuität verletzter Sehnen und Muskeln. Da mit der Ausbildung tragfähigen und belastbaren Narbengewebes frühestens sechs Wochen nach der Operation gerechnet werden kann, erfolgt für diese Zeit grundsätzlich eine Ruhigstellung in einem geeigneten Abduktionsverband. Dieser besteht aus einem weichen Keil mit einem Winkel von etwa 45°, der unter der Achsel der betroffenen Schulter getragen und mit Klettverschlüssen in seiner Position gehalten wird. Passive Bewegungs- und Pendelübungen können und sollen bereits während dieser Ruhigstellungsperiode beginnen. Diese sind zur Verhütung einer Einsteifung der Schulter sogar unerlässlich. Frühestens nach sechs Wochen beginnt der Patient mit aktiven Bewegungsübungen, zunächst im Sinne von Pendelübungen des herunterhängenden Armes, später zunehmend Übungen der Abduktion, Elevation und Rotation. Die krankengymnastische und physiotherapeutische Behandlung ist aufwändig und muss über Monate, in manchen Fällen Jahre hinweg fortgesetzt werden, um die körperliche Leistungsfähigkeit wiederherzustellen oder zu erhalten.

### Konservative Behandlung
Zur medikamentösen Behandlung von Rupturen kommen nichtsteroidale Antirheumatika und Cortisoninjektionen in Frage. In einigen Fällen ist es möglich, Rupturen mit thrombozytenreichem Plasma zu behandeln.
Die physikalische Therapie wird ebenfalls angewendet: Frische, traumatische Rupturen werden für die ersten sechs Wochen im Abduktionsverband ruhiggestellt, die krankengymnastische Übungsbehandlung beschränkt sich auf passive Bewegungs- und belastungsfreie Pendelübungen. Alte, degenerative Läsionen werden von vornherein einer individuell angepassten aktiven und passiven Übungsbehandlung unterzogen, falls nötig unter regionaler Schmerzausschaltung.

## Prognose
Operative Wiederherstellungen degenerativ geschädigter Rotatorenmanschetten werden von einer erheblichen Anzahl an Komplikationsmöglichkeiten begleitet. Da die Rotatorenmanschettenruptur lediglich eine unter mehreren Manifestationen degenerativer Schultererkrankungen ist, kann selbst eine technisch einwandfreie Rekonstruktion zu einem klinisch unbefriedigenden Ergebnis führen.
Die Frühkomplikationen während oder kurz nach der Operation entsprechen denen offener Gelenkchirurgie aller anderen Bereiche. Neben Blutergüssen (etwa 10 %) kommen eher selten Wundinfektionen (1,7 %) und Gelenkinfektionen (ca. 1 %) vor. Eine Besonderheit ist der Abriss des M. deltoideus, dessen Auftreten mit 8 % angegeben wird.
In der Spätphase überwiegen die Fortdauer von Schmerzen (17 %) und die Muskelkraftminderung (25 %). Klinisch bedeutsame Re-Rupturen kommen in 8 %, sonographisch nachweisbare Restdefekte ohne klinische Bedeutung in 28 % der Fälle vor. Heterotope Ossifikationen (Verknöcherung von Muskeln und Weichteilen) treten mit 26 % recht häufig auf, ihre klinische Bedeutung kann jedoch aus dieser Zahl nicht abgeleitet werden. Quantitativ unwesentlich sind Arthrofibrosen (3 %) und CRPS (weniger als 1 %). Arthrosen kommen in etwa 6 % der Fälle vor, wobei hier nicht angegeben ist, ob diese bereits vor dem Auftreten der Rotatorenmanschettenruptur bestanden haben.

## Sozialversicherungsrechtliche Beurteilung
Die versicherungsrechtliche Anerkennung einer Rotatorenmanschettenruptur als Berufskrankheit oder Einordnung als Arbeitsunfall gestaltet sich aufgrund der oft schwierigen Begutachtung von kombinierten traumatischen und degenerativen Geschehen nicht selten als äußerst problematisch. Die Krankheit ist als solche nicht explizit in der Berufskrankheitenverordnung (BKV) aufgelistet, wird jedoch in juristischen Auseinandersetzungen häufig der BK-Nummer 2101 BKV („Erkrankungen der Sehnenscheiden oder des Sehnengleitgewebes sowie der Sehnen- und Muskelansätze“) zugeordnet. Zwar ist gemäß § 9 Absatz 2 SGB VII eine Krankheit „wie eine Berufskrankheit anzuerkennen, wenn nach neuen Erkenntnissen der medizinischen Wissenschaft die sonstigen Voraussetzungen des Absatzes 1 erfüllt sind, aber eine entsprechende Krankheit noch nicht in die Liste der Berufskrankheiten aufgenommen wurde“, jedoch liegen solche neuen medizinisch-wissenschaftlichen Erkenntnisse bislang nicht vor.